# 施爾·阿迪歷基
施爾·阿迪歷基（英語：Seyi Adeleke，1991年11月17日—），是一名尼日利亞職業足球員，司職後衛，現效力澳職球會西悉尼流浪者。
早年他曾在意大利踢球，曾從拉素被外借至意丙球會。2014年加盟西流，期間表現飄忽，不時犯下嚴重的防守錯誤，2015年被西流放棄。